# TRIM11
TRIM11‏ (Tripartite motif containing 11) هوَ بروتين يُشَفر بواسطة جين TRIM11 في الإنسان.